# Juan R. Rojas
Juan R. Rojas är en ort i Mexiko.   Den ligger i kommunen Acatlán och delstaten Puebla, i den sydöstra delen av landet, 180 km sydost om huvudstaden Mexico City. Juan R. Rojas ligger 1 036 meter över havet och antalet invånare är 162.
Terrängen runt Juan R. Rojas är kuperad. Runt Juan R. Rojas är det glesbefolkat, med 17 invånare per kvadratkilometer. Närmaste större samhälle är Tulcingo de Valle, 18,7 km väster om Juan R. Rojas. I omgivningarna runt Juan R. Rojas växer huvudsakligen savannskog.